# The Bachelor Father
Pour plus de détails, voir Fiche technique et Distribution.
The Bachelor Father est un film américain réalisé par Robert Z. Leonard et sorti en 1931.

## Synopsis
Un homme autrefois fringant célibataire, devenu vieux et seul, veut connaître ses trois enfants qui sont devenus adultes.

## Fiche technique
- Réalisation : Robert Z. Leonard
- Scénario : Laurence E. Johnson, Frances Marion d'après la pièce de 1928  The Bachelor Father d'Edward Childs Carpenter[2]
- Producteurs : Marion Davies, Robert Z. Leonard
- Photographie : Oliver T. Marsh
- Montage : Harry Reynolds
- Genre : Comédie dramatique[3]
- Distributeur : Metro-Goldwyn-Mayer
- Durée : 90 minutes
- Date de sortie :
  - États-Unis : 10 janvier 1931

## Distribution
- Marion Davies : Antoinette Flagg
- Ralph Forbes : John Ashley

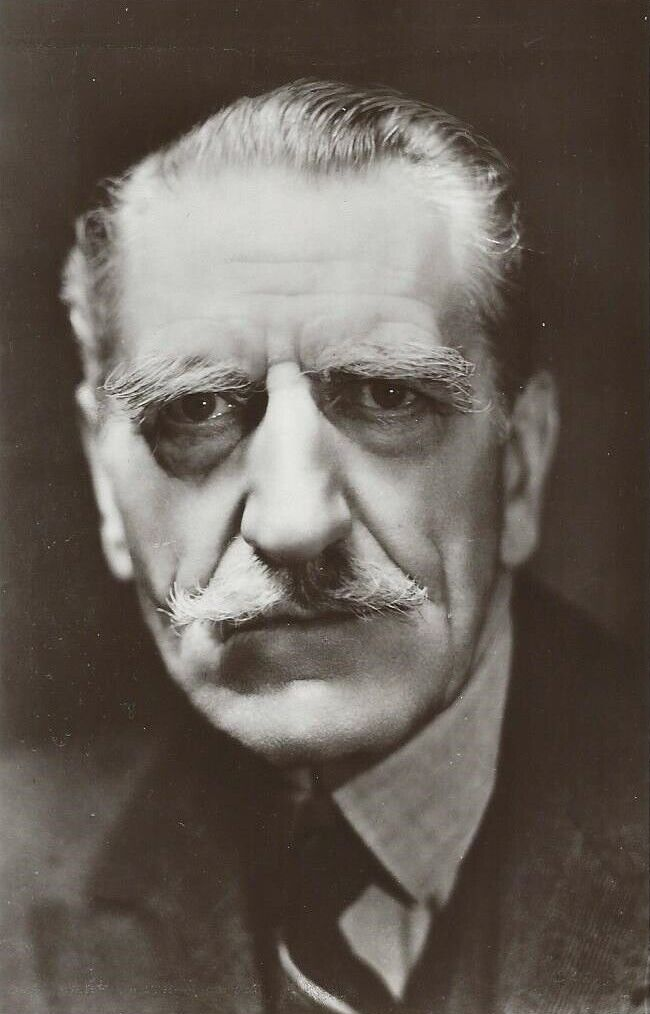
C. Aubrey Smith dans les années 1930.

- C. Aubrey Smith : Sir Basil Algernon Winterton
- Ray Milland : Geoffrey Trent
- Guinn "Big Boy" Williams : Richard Berney
- David Torrence : Dr Frank MacDonald
- Doris Lloyd : Mrs Julia Webb
- Edgar Norton : Bolton, The Second Butler
- Nina Quartero : Maria Credaro
- Halliwell Hobbes : Larkin, The Butler
- James Gordon : Carson Creswell
- Rina De Liguoro : Hortense